# كأس البرتغال 1997–98
كأس البرتغال 1997–98 (بالبرتغالية: Taça de Portugal de 1997–98‏) هو موسم من كأس البرتغال. فاز فيه نادي بورتو.